# Jodsalz

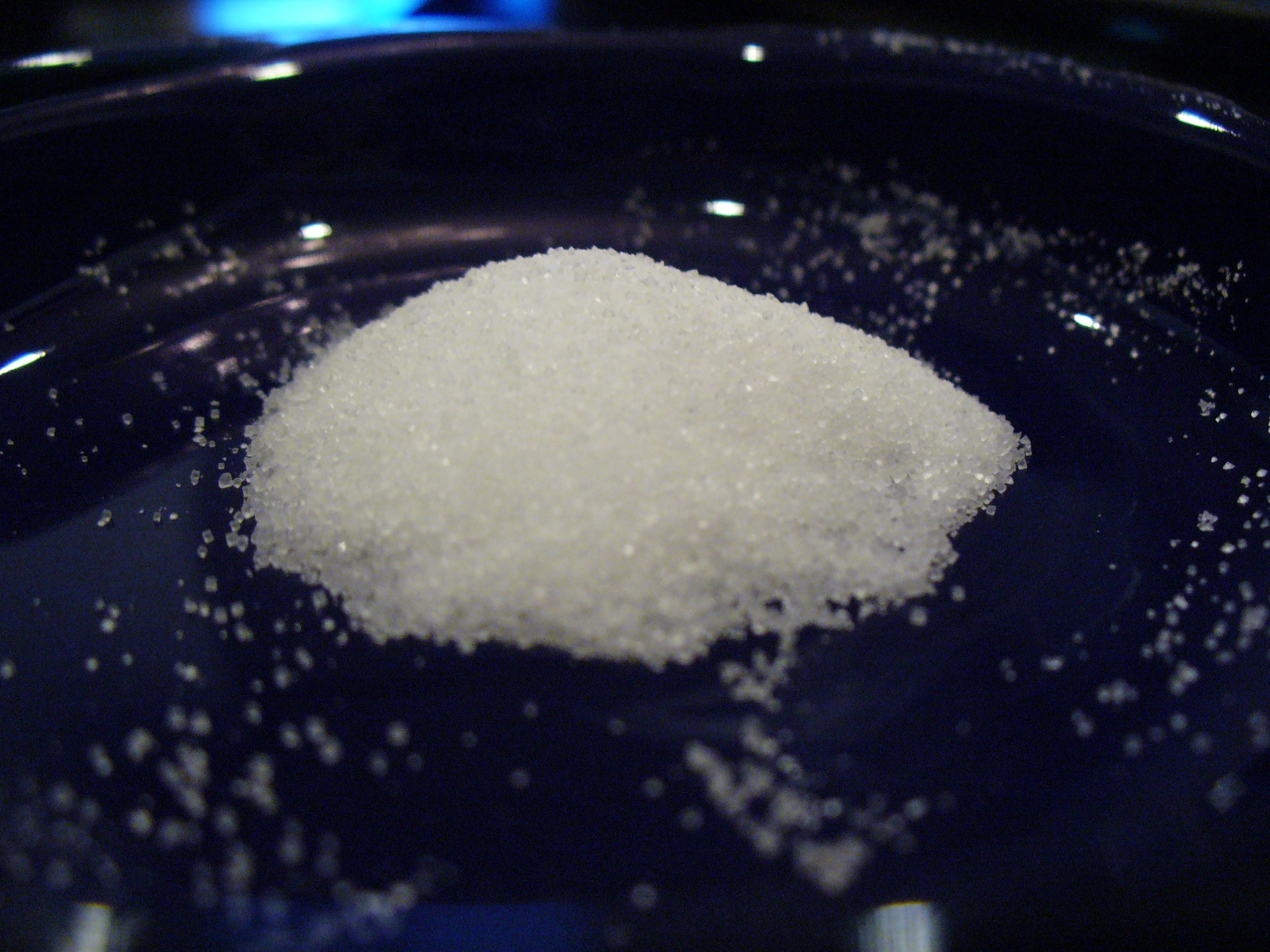
Jodsalz unterscheidet sich äußerlich nicht von gewöhnlichem Speisesalz.

Jodsalz (selten auch: Iodsalz) ist ein Speisesalz, das mit Iodat (in der Schweiz: Iodid) angereichert ist. Es wird zur Vorbeugung (Jodprophylaxe) bzw. Behandlung eines Jodmangels angeboten.

## Einsatz
Jodsalz enthält in Deutschland 15 bis 25 mg Jod (als Iodat) pro Kilogramm Salz; das BfR und die Deutsche Gesellschaft für Endokrinologie (DGE) sprachen sich 2022 dafür aus, den Jodgehalt auf 30 mg pro Kilogramm Salz zu erhöhen. Jodierung des verkauften Speisesalzes ist bzw. war in der Schweiz, in Österreich, den USA sowie bis zur Wiedervereinigung in der DDR vorgeschrieben. Im vereinten Deutschland ist der Gebrauch von Jodsalz nicht gesetzlich vorgeschrieben. Deutschland gilt (Stand 2022) nach den Kriterien der WHO wieder als Jod-unterversorgt bzw. Jodmangelgebiet, wie schon zuvor in den 1980er Jahren. Dazwischen war es dank dem vermehrten Konsum von jodiertem Speisesalz zeitweise kein Jodmangelgebiet. Praktisch alle größeren Gesundheitsorganisationen wie die Vereinten Nationen, UNICEF, WHO, Iodine Global Network (früher ICCIDD Global Network) und Fachgesellschaften (ATA, ETA, Sektion Schilddrüse der Deutschen Gesellschaft für Endokrinologie, Deutsche Gesellschaft für Ernährung (DGE), Bundeszentrale für gesundheitliche Aufklärung (BZgA)) empfehlen daher den Konsum von Jodsalz zur Prophylaxe des Jodmangels.

## Hintergrund und Medizingeschichte
Seitens der WHO wird geschätzt, dass weltweit etwa 750 Millionen bis 1 Milliarde Menschen von Jodmangel betroffen sind. In West- und Zentraleuropa betrifft dies mehr als 380 Millionen Menschen. Hauptursachen des Jodmangels sind zum einen jodarme Böden, die wiederum jodarme Agrarprodukte hervorbringen, und zum zweiten ein geringer Konsum von Seefisch, da Fische aus Binnengewässern (Seen und Flüssen) nur wenig Jod enthalten. Dementsprechend sind vom Jodmangel vorwiegend Gegenden betroffen, die weitab der Küsten liegen. In Europa waren dies klassischerweise die Alpenländer und der Balkan. In Nordamerika waren es insbesondere die Gegenden um die großen Seen.

### Schweiz
Ab 1918 führte der Schweizer Arzt Otto Bayard in den Gemeinden seines Praxisgebietes des Nikolaitals ein durch eine richtig dosierte Beimischung von Jodkali zum Speisesalz jodiertes Salz ein und zeigte, dass sich damit die Entwicklungsstörungen, die Vergrößerung der Schilddrüse, die Kropf- und Knotenbildung ohne unerwünschte Beeinträchtigungen und Schädigungen erfolgreich behandeln lassen. Darauf aufbauend empfahl die im Jahre 1922 durch das Bundesamt für Gesundheit gegründete Schweizerische Kropfkommission der Bevölkerung und den fünfundzwanzig kantonalen Behörden den Gebrauch von Jodsalz, wobei sie auf Basis dieser empirischen Studien die Menge des Jodkalizusatzes zum Speisesalz bestimmte. Die in den folgenden Jahren gesamtschweizerisch durchgesetzte Einführung einer strukturierten Jodprophylaxe nach Bayard hatte weltweiten Pioniercharakter.

### Österreich
In Österreich wurde erstmals 1923 eine ministerielle Empfehlung ausgegeben, Vollsalz zu jodieren, gesetzlich geregelt wurde die Speisesalzjodierung jedoch erst 1963.
Im Jahr 1990 wurde in einer Novelle des Speisesalzgesetzes die verpflichtende Jodierung von 10 mg auf 20 mg Kaliumjodid pro kg Salz erhöht. In einer Gesetzesänderung von 1999 wurde festgelegt, dass Speisesalz mit mindestens 15 und höchstens 20 mg Kaliumjodid oder Jodat pro kg Salz versehen werden muss; auf ausdrückliches Verlangen des Kunden darf auch unjodiertes Speisesalz verkauft werden.

## Von der DGE empfohlene tägliche Aufnahme von Jod
Die Deutsche Gesellschaft für Ernährung empfiehlt die Zufuhr von 180–200 µg Jod/Tag für Erwachsene (bei Schwangeren und Stillenden etwas mehr) und 40–200 µg für Kinder und Jugendliche. Die tatsächliche Jodaufnahme in Deutschland wurde 2003 auf 110–120 µg Jod/Tag bei Erwachsenen geschätzt.

## Jodsalz im Handel

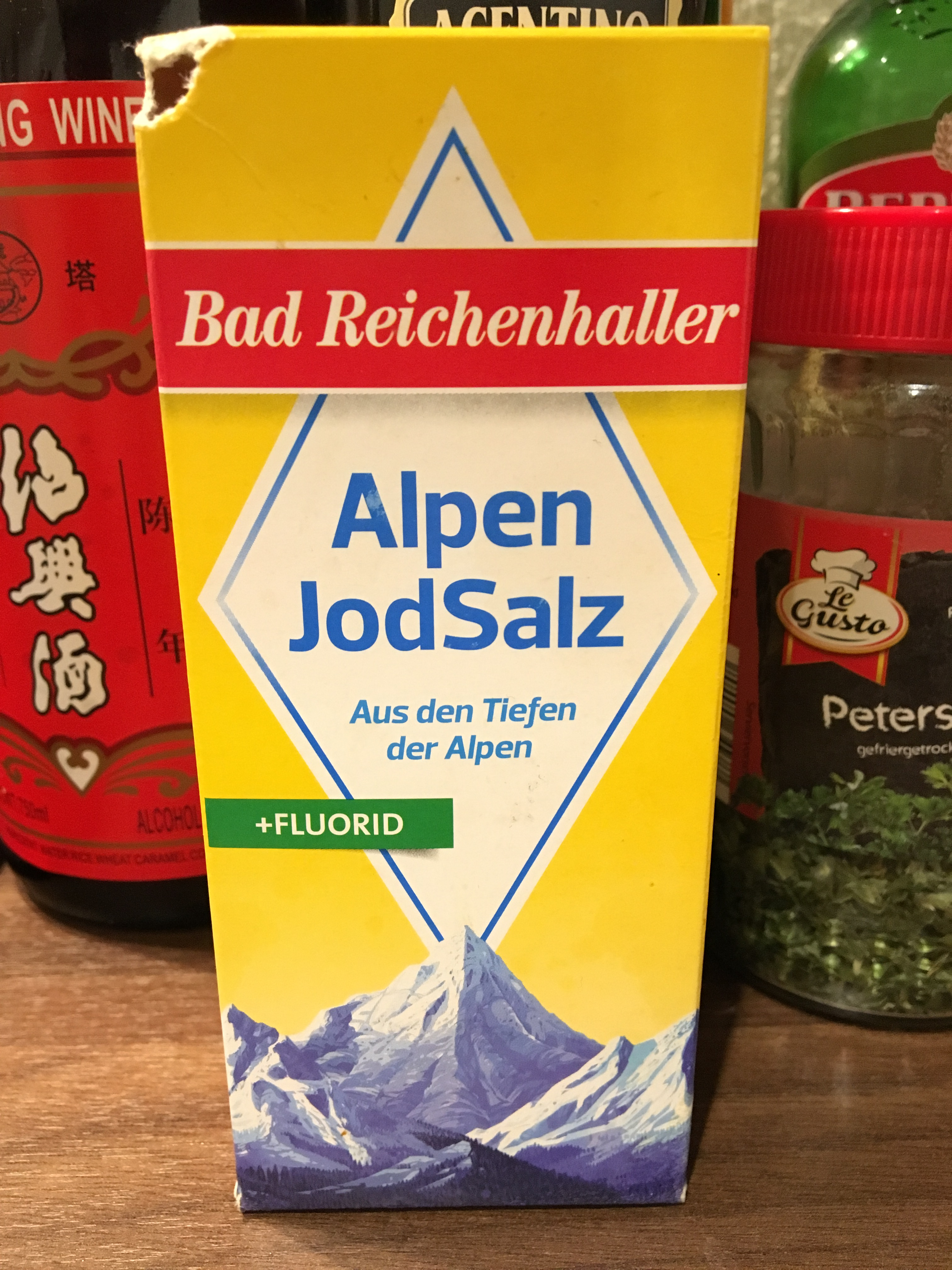
Handelsübliches Jodsalz

Konventionelle Produkte sind beispielsweise mit Jod angereichertes Tafelsalz. Auch Fertiggerichte können Jodsalz enthalten. Auf der Packung muss ein Hinweis „mit jodiertem Speisesalz“ oder „mit Jodsalz“ gegeben werden. Durch die Zugabe von Jod im Tierfutter wird der Jodgehalt von Fleisch, Eiern und Milchprodukten erhöht, ohne dass dies angegeben werden muss. Die Verwendung in Backwaren und Wurst ohne Deklaration ist ebenfalls verbreitet. Jodiertes Salz benötigt außerdem ein Haltbarkeitsdatum.

## Fluoridiertes Salz
Salz wird in Deutschland und in der Schweiz auch mit Zusatz von Fluorid angeboten. Bei regelmäßigem Gebrauch soll fluoridiertes Salz Karies reduzieren können – kontrollierte Untersuchungen hierzu liegen allerdings nur für Fluoridtabletten vor.